# Inhul
 Ikke at forveksle med Inhulets ligeledes i Kirovohrad oblast
Inhul (ukrainsk: Інгул) er en biflod fra venstre til Sydlige Buh (Boh eller Bog) og er den 14. længste flod i Ukraine. Den løber gennem regionerne Kirovohrad- og Mykolaiv oblast.
Den har sit udspring nær landsbyen Rodnykivka, Oleksandrijskyj rajon i Kirovohrad oblast (i det centrale Ukraine), og løber sydpå til den Sydlige Buh ved Mykolaiv, som er 65 km fra dennes udmunding i Sortehavet. Inhul-floden er 354 km lang.
Floddalen er for det meste trapezlignende med en bredde på op til 4 km og en dybde på op til 60 meter. Ved den øverste del har den en smal snoet kanal, der skærer gennem Dnepr-højlandet, og ved dens klippefyldte bredder ses granit og gnejs; ved det midterste og nederste løb efter indsejlingen i Sortehavslavlandet udvides den til 30 meter og derover. Floden fryser til i december og tøer op engang i marts.
Blandt større byer ved floden er der Kropyvnytskyi  og Mykolaiv .